# Бурынский элеватор
Бурынский элеватор (укр. Буринський елеватор) — предприятие пищевой промышленности в городе Бурынь Сумской области.

## История
Первые пакгаузы для хранения и отгрузки зерна на железнодорожной станции «Путивль» были построены в 1898 году.
После завершения боевых действий гражданской войны склады были восстановлены и продолжили работу как Бурынский хлебоприёмный пункт «Заготзерно».
В ходе боевых действий Великой Отечественной войны и в период немецкой оккупации предприятие пострадало, но в соответствии с четвёртым пятилетним планом восстановления и развития народного хозяйства СССР было восстановлено и в 1946 году возобновило работу.
В соответствии с девятым пятилетним планом развития народного хозяйства СССР в 1974 году здесь был построен элеватор, в состав возникшего предприятия Бурынский элеватор вошли также склады хлебоприёмного пункта. Элеватор стал одним из ведущих предприятий города.
После провозглашения независимости Украины элеватор перешёл в ведение министерства сельского хозяйства и продовольствия Украины.
В марте 1995 года Верховная Рада Украины внесла элеватор в перечень предприятий, приватизация которых запрещена в связи с их общегосударственным значением.
После создания в августе 1996 года государственной акционерной компании «Хлеб Украины» элеватор стал дочерним предприятием ГАК «Хлеб Украины».
После создания 11 августа 2010 года Государственной продовольственно-зерновой корпорации Украины элеватор был включён в состав предприятий ГПЗКУ.
В 2015—2016 маркетинговом году Бурынский элеватор (принявший на хранение 93 тыс. тонн зерна) являлся одним из пяти крупнейших элеваторов ГПЗКУ.
В апреле 2017 года началась проверка деятельности предприятия сотрудниками прокуратуры, в ходе которой было установлено, что в 2011 году целостный имущественный комплекс Бурынского элеватора в нарушение требований закона приобрёл статус частного имущества. В июне 2017 года по решению хозяйственного суда Сумской области имущественный комплекс элеватора (балансовая стоимость которого в это время составляла почти 14 млн. гривен) был возвращён в государственную собственность.

## Современное состояние
Основными функциями предприятия являются приём, хранение и отгрузка зерновых культур (пшеницы, кукурузы, ячменя, ржи и овса), а также сои и семян масличных культур (рапса и подсолнечника).
Общая рабочая ёмкость элеватора составляет 99,8 тыс. тонн (в том числе элеваторная — 72 тыс. тонн и складская — 27,8 тыс. тонн).